# مانويل فرنانديز (لاعب كرة قدم)
مانويل فرنانديز (بالإسبانية: Manu Fernández)‏ (و. 1986  م) هو لاعب كرة قدم، من إسبانيا، ولد في خيخون، يلعب كحارس مرمى.

## روابط خارجية
- مانويل فرنانديز على موقع الاتحاد الدولي (مؤرشف)  (الإنجليزية)
- مانويل فرنانديز على موقع قاعدة بيانات كرة القدم.إي يو (الإنجليزية)
- مانويل فرنانديز على موقع Soccerbase.com (لاعب) (الإنجليزية)
- مانويل فرنانديز على موقع Soccerway.com (الإنجليزية)
- مانويل فرنانديز على موقع AS.com (الإسبانية)